# Liste des ponts de Cambridge
Cette liste des ponts de Cambridge recense les principaux ponts qui enjambent la rivière Cam à Cambridge au Royaume-Uni.
La ville de Cambridge est traversée par la Cam du sud-ouest au nord-est en longeant nombre de collèges historiques de l'Université de Cambridge le long d'une zone appelée The Backs. Après avoir passé St John's College, la rivière bifurque brusquement vers l'est vers la retenue à Jesus Green et les garages à bateaux à Midsummer Common. Après Chesterton, elle se redirige vers le nord et après avoir quitté la ville parcourt encore une vingtaine de kilomètres avant de se jeter dans la rivière Great Ouse.
Les ponts listés ici (pas les ponts piétonniers) suivent le cours de la Cam, du sud vers le nord :
- Pont de Fen Causeway :

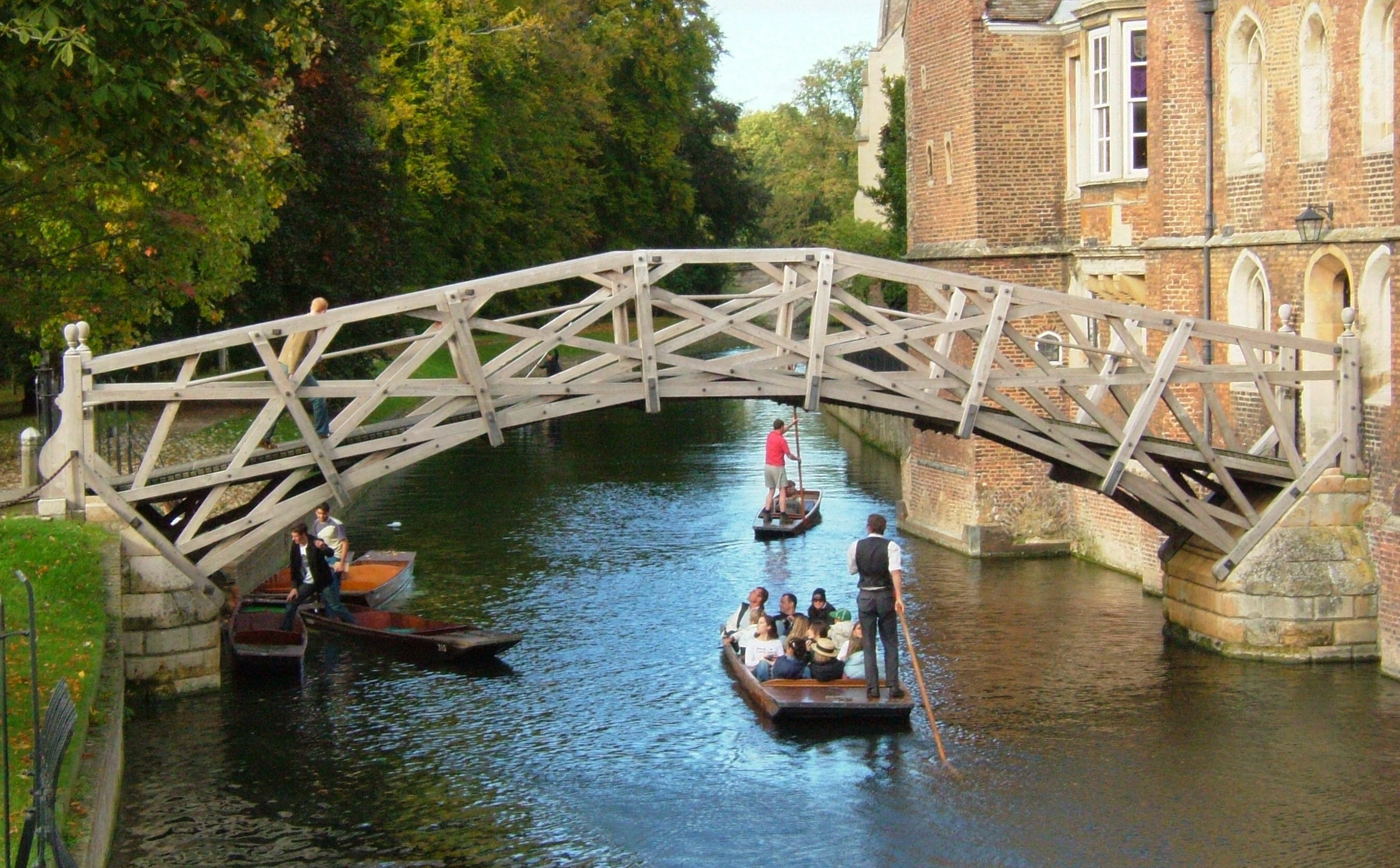
Vue du Mathematical Bridge

C'est le premier pont routier que franchit la Cam en pénétrant dans la ville.

- Pont de Silver street (1958) :
Ce pont, dont les premières traces remontent aux XIVe siècle, a été bâti par l'architecte Edwin Lutyens.

- Mathematical Bridge, Queens' College (1902) :
C'est la troisième version de ce pont initialement construit en 1749.

- Pont de King's College (1819) :
Le tout premier pont à cet endroit de la rivière date du XVe siècle et a été reconstruit à de nombreuses reprises. Le pont actuel a été dessiné par William Wilkins et bâti par Francis Braidwood.

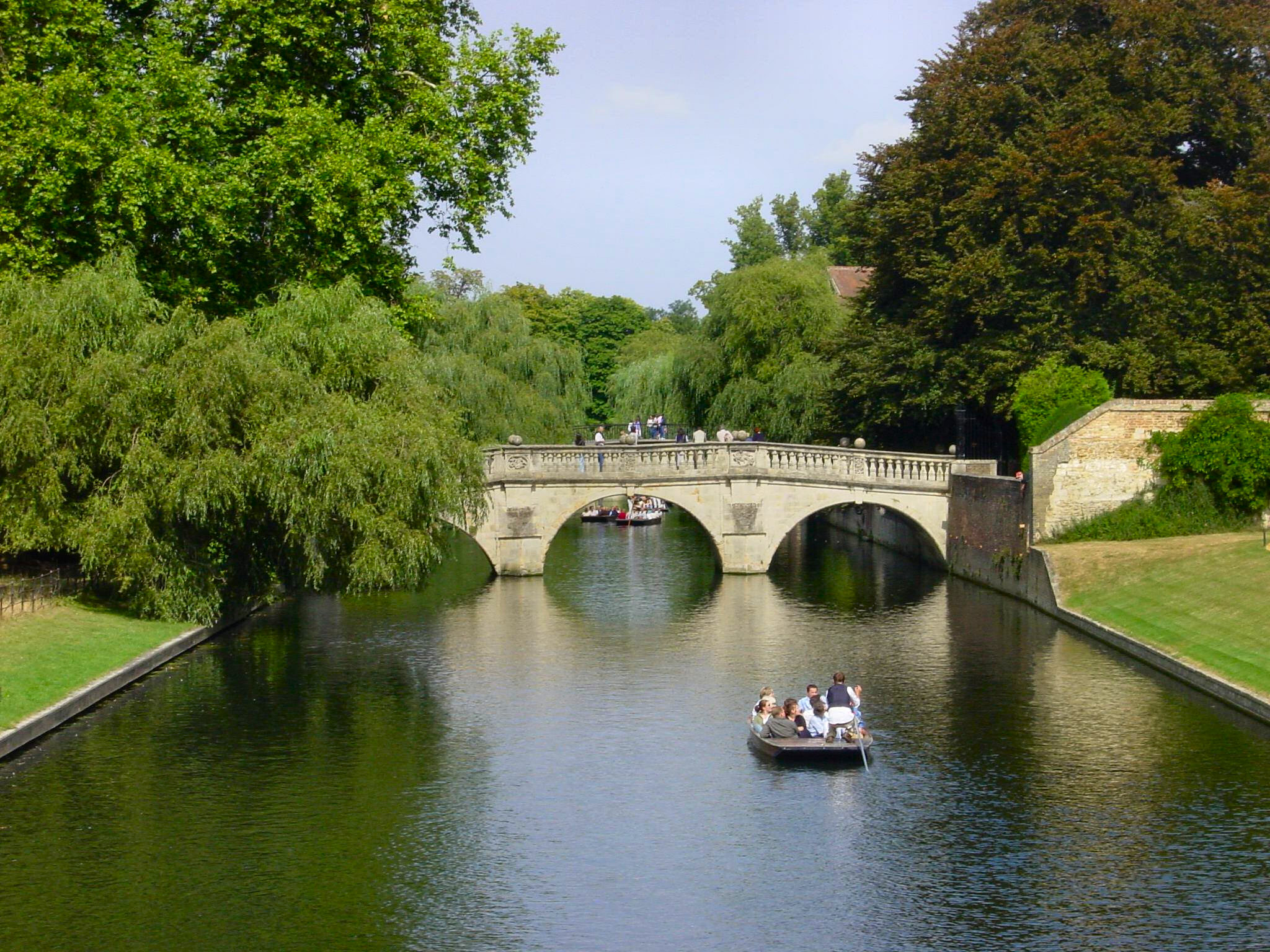
Pont de Clare College (Cambridge)

- Pont de Clare College (1640) :
Ce pont de style classique a été construit par Thomas Grumbold. C'est le plus ancien de Cambridge car de nombreux ponts construits à la même époque ont été détruits afin de protéger la ville pendant la guerre civile. Ce pont possède une particularité : un des globes qui l'orne n'est pas entièrement sphérique, il lui manque un quartier. La légende prétend que c'est un des bâtisseurs du pont qui a façonné le globe de cette manière. Estimant qu'il n'était pas assez payé et désirant se venger, il a décidé de le modifier et lui a donné l'apparence d'une orange à moitié consommée.

- Pont de Garret Hostel (1960) :
Ce pont, dessiné par T G Morgan, est au moins le huitième à se tenir à cet endroit, entre les collèges de Trinity et de Trinity Hall. Ce pont est surnommé par les étudiants de l'université de Cambridge le pont des orgasmes. La pente oblige les nombreux cyclistes qui l'empruntent à certains efforts mais la descente qui suit procure généralement un certain plaisir.

- Pont de Trinity College (Cambridge) (1764) :
Dessiné par James Essex, il remplace le pont de pierre construit en 1651.

- Kitchen Bridge, St John's College (1709) :
C'est le deuxième plus ancien pont de Cambridge. Il a été bâti par Robert Grumbold.

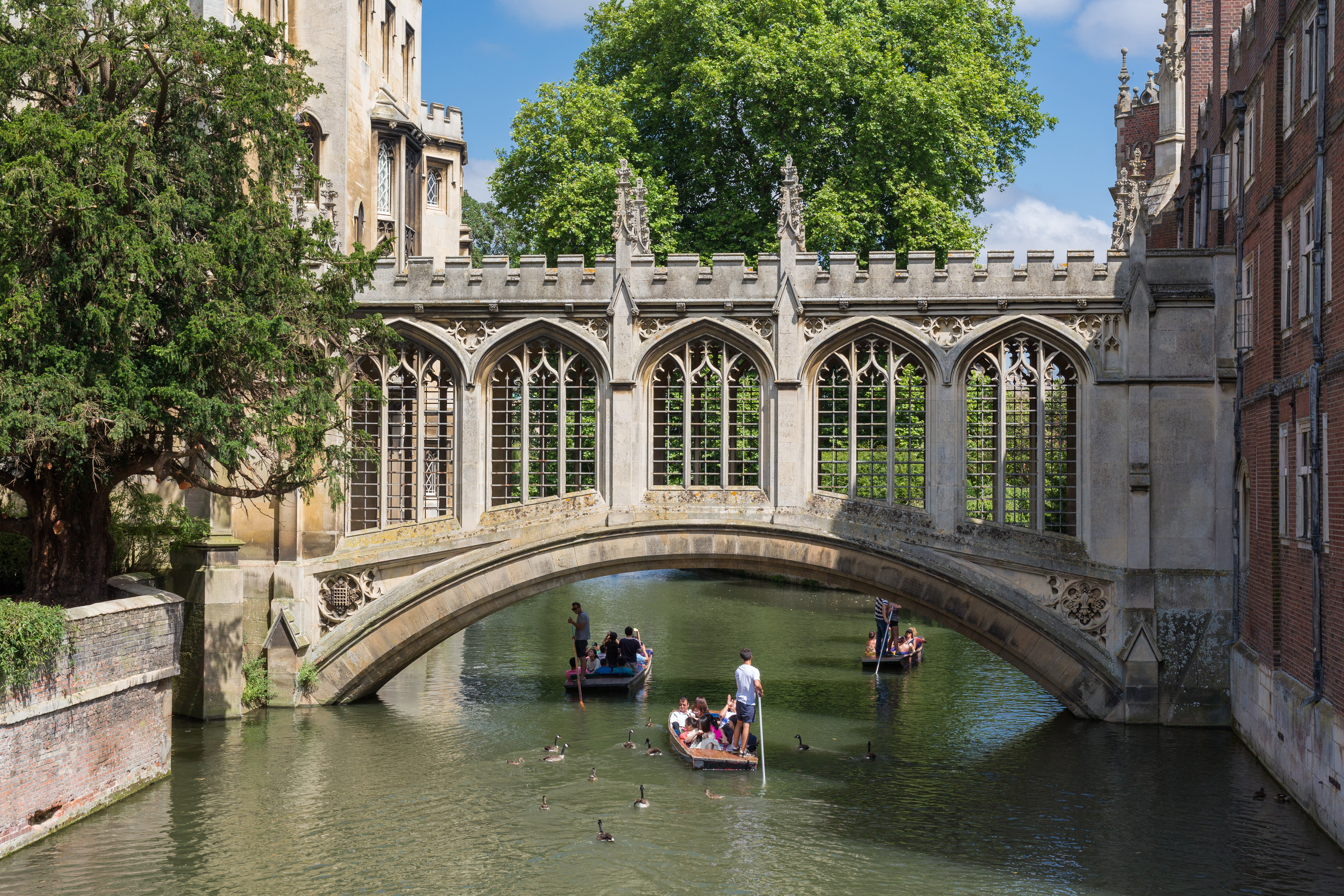
Vue du Pont des Soupirs

- Pont des Soupirs, St John's College (1831) :
Probablement un des ponts les plus connus de Cambridge, il fut dessiné par Henry Hutchison. Il porte le même nom que le Pont des Soupirs de Venise car ces deux ponts ont pratiquement la même architecture.

- Pont de Magdalen College (1823) :
Ce pont est situé près de l'endroit ou se tenait le fort romain (aux environs de 40 av. J.-C.) et le tout premier pont de Cambridge (probablement construit par Offa au VIIIe siècle). Le pont actuel a été dessiné par Arthur Browne dans un style néogothique.

- Pont de Victoria Avenue (1890) : La première pierre a été posée par Frederic Wace, maire de Cambridge, le 4 novembre 1889 et le pont a été officiellement inauguré le 11 décembre 1890.

- Pont de Elizabeth Way (1971) :
Inauguré le 13 juillet 1971, c'est le pont routier à 4 voies le plus récent de Cambridge.

- Pont ferroviaire :
Depuis 1930 ce pont traverse la rivière à Chesterton, au sud du pont de l'autoroute A14. C'est le troisième pont ferroviaire à être bâti à cet endroit, le premier étant un pont de bois bâti en 1846 et le deuxième un pont à poutres à âme pleine bâti en 1870.

- Pont de l'autoroute A14 :
Ce pont traverse la rivière au sud de l'écluse de Baits Bite.